# Cogénération
La cogénération est la production simultanée de deux formes d’énergie différentes dans la même centrale. Le cas le plus fréquent est la production simultanée d'électricité et de chaleur utile par des moteurs thermiques ou des turbines à gaz.
La cogénération est une technique efficace d'utilisation des énergies fossiles et renouvelables, qui valorise une énergie généralement rejetée dans l'environnement, comme la chaleur.

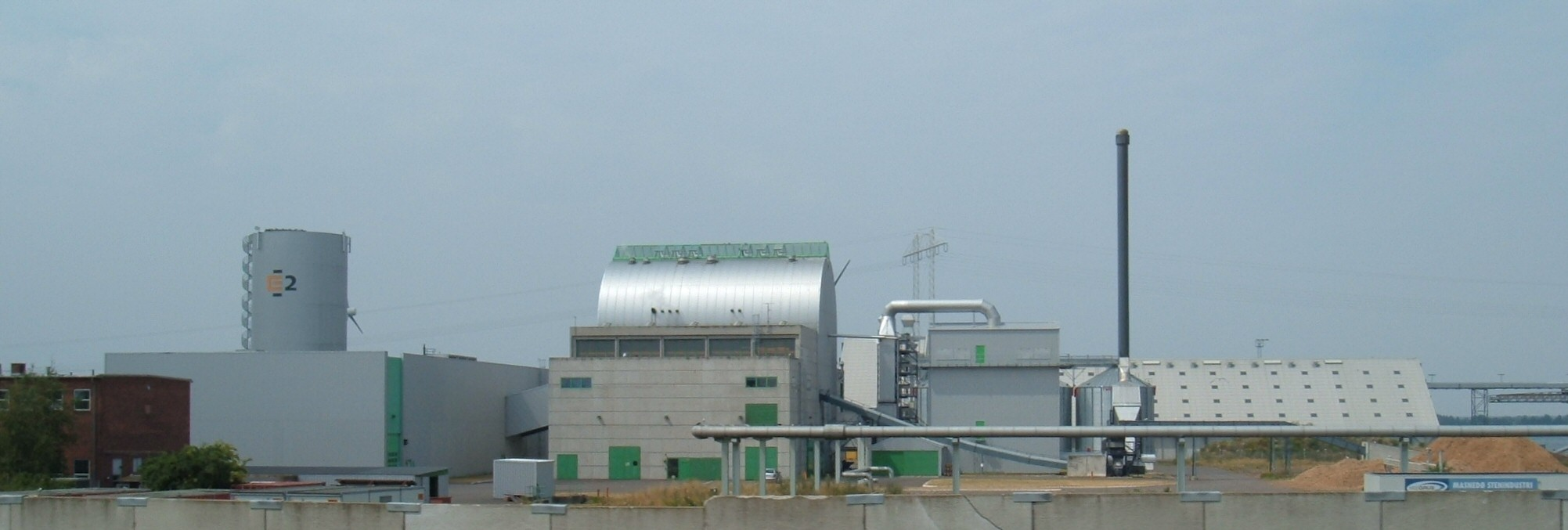
Centrale locale de cogénération de Masnedø au Danemark, produisant de l'électricité et de la chaleur pour un réseau local, à partir de paille.

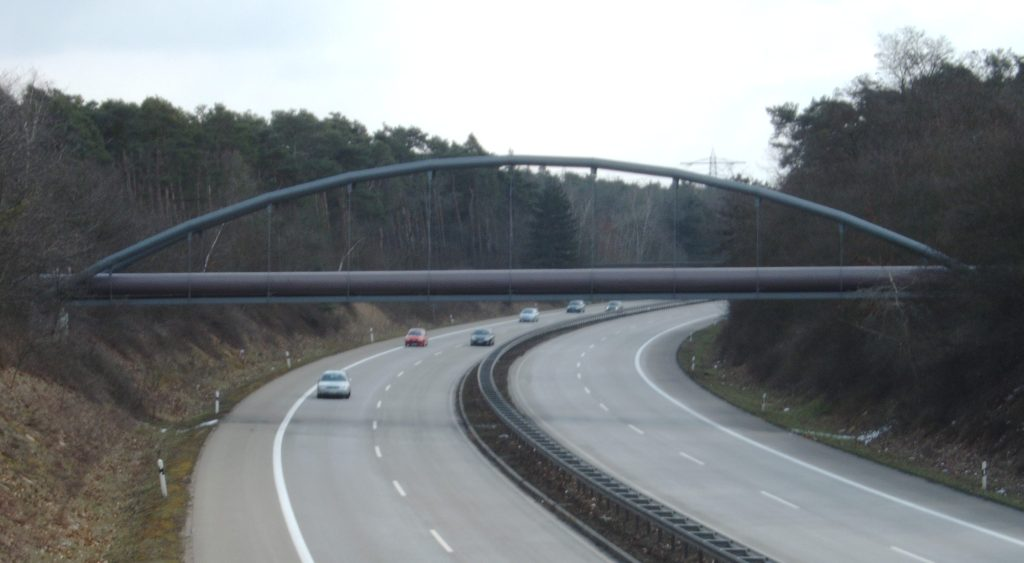
Transport de chaleur par-dessus une autoroute, en Allemagne. Pour le chauffage de bâtiments ou de serres attenantes à la centrale à cogénération, un réseau de chaleur évite les pertes d’énergie liées successivement à la conversion de l'énergie thermique en électricité et inversement.

## Principe de la cogénération

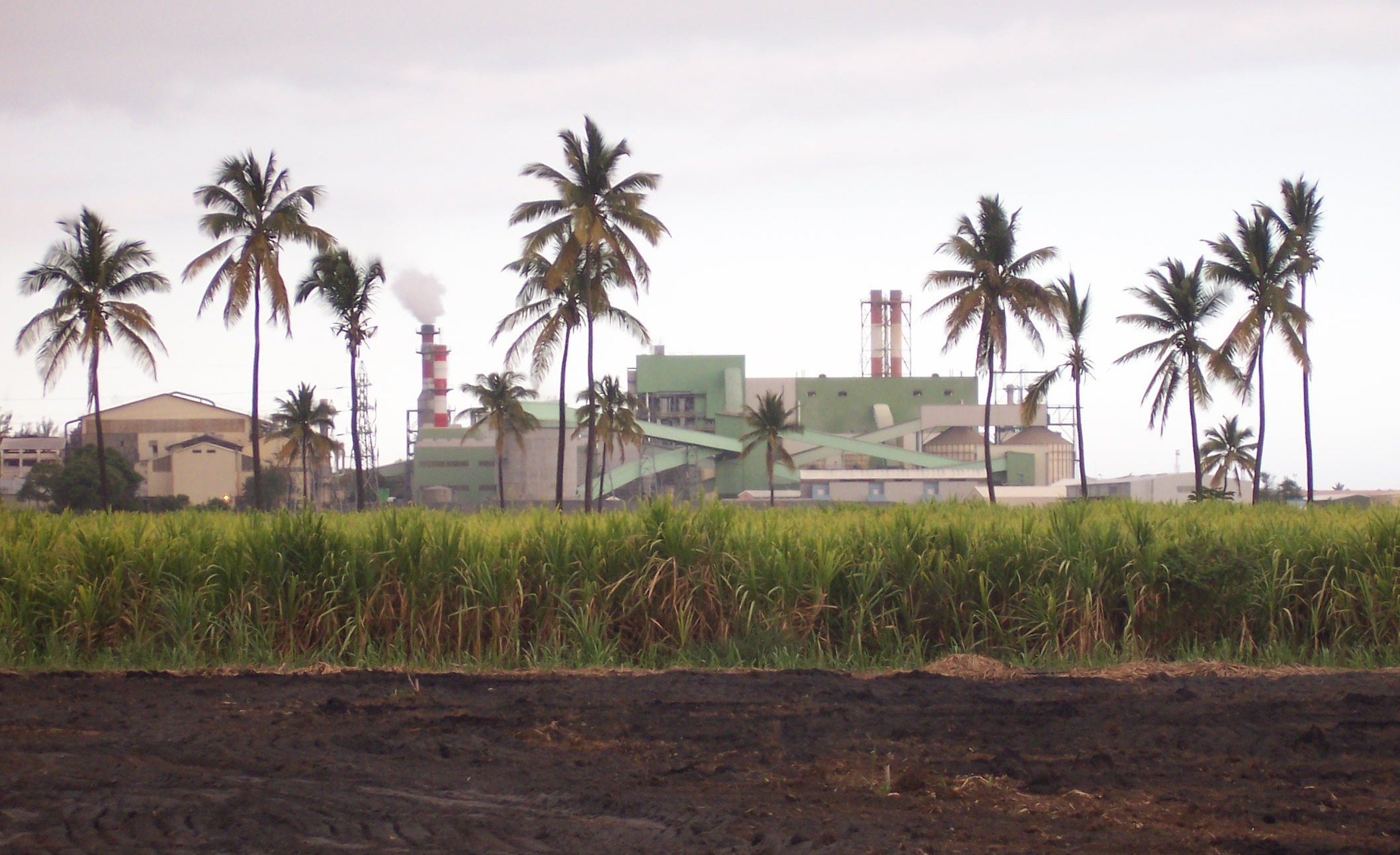
Unité de cogénération d'une usine de sucre de canne valorisant un déchet (la bagasse) comme combustible.

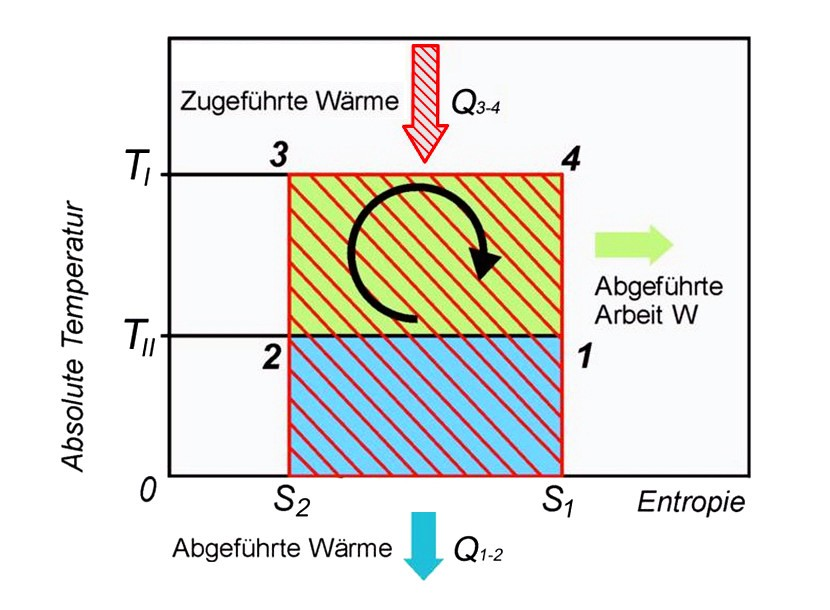
Cycle d'une machine thermique parfaite dans un diagramme entropie-température. TI, TII : températures absolues des sources respectivement chaude et froide. La courbe 1-2-3-4-1 représente le cycle de la machine, parcouru dans le sens horaire pour un moteur. L'aire verte représente alors le travail fourni au cours d'un cycle ; l'aire bleue représente la chaleur nécessairement cédée à la source froide et généralement perdue. Le principe de la cogénération est de trouver un usage simultané à cette chaleur. L'énergie thermique totale dépensée à la source chaude, somme des deux précédentes, est représentée par l'aire hachurée.

L'idée de cogénération repose sur le fait que la production électrique dégage une grande énergie thermique à température moyenne, habituellement dissipée dans l'environnement. En réponse à une demande thermique (chauffage, eau chaude sanitaire, processus industriel, etc.), elle propose de valoriser la chaleur du cycle de génération électrique comme source thermique.
Pour l'illustrer dans la pratique, dans un cas de besoin simultané d'électricité et de chaleur : 
- une configuration classique pourrait être une turbine à gaz (productions d'électricité) et une chaudière à gaz naturel (production de chaleur) séparées ;
- une configuration de cogénération serait une turbine à gaz couplée à un récupérateur de chaleur alimenté par les gaz d'échappement (productions d'électricité et de chaleur cogénérées).

Alors que dans une centrale électrique, c'est le rendement électrique maximum qui est recherché (rendement électrique de l'ordre de 40 % avec un cycle simple et atteignant 58 % avec un cycle combiné), dans la cogénération, on vise un rendement global accru par l'utilisation prioritaire de l'énergie thermique, soit dans un processus industriel, soit dans une chaufferie ; la cogénération d'électricité (ou de force) n'est plus dans ce cas le but mais une conséquence, améliorant le bilan économique de l'équipement dont le rendement global peut alors atteindre en moyenne 85-90 %, voire plus de 95 % (du pouvoir calorifique inférieur du gaz), avec une micro-cogénération gaz utilisant un moteur Stirling couplé à un récupérateur de chaleur à condensation[réf. nécessaire].
Dans un équipement de cogénération, l'énergie électrique est soit auto-consommée, soit réinjectée sur le réseau électrique public de transport (haute tension) ou de distribution (moyenne ou basse tensions), suivant des conditions économiques fixées par les pouvoirs publics (dans le cadre des tarifs d'achat) ou suivant les conditions de marché de l'électricité (prix spots).
L'énergie thermique sert le plus souvent au chauffage de bâtiments, à la production d'eau chaude sanitaire et/ou à des procédés industriels (vapeur moyenne ou haute pressions, mettant en œuvre dans ce cas des turbines à vapeur).

## Intérêt
La cogénération fonctionne au plus près de l’utilisateur de chaleur pour valoriser l’ensemble de la production d'énergie en limitant les pertes. Le stockage de chaleur permet un suivi de la charge électrique qui produit l’électricité au moment précis des besoins[pas clair]. L’appoint de pompes à chaleur, généralisé en trigénération voire en quadri-génération, permet en cogénération normale d’augmenter la production de chaleur tout en amenant le fluide caloporteur aux températures voulues. L’appoint de pompes à chaleur améliore le rendement comme celles qu’on intègre aux sèche-linges domestiques modernes beaucoup plus économes. On valorise les températures résiduelles issues de la combustion, la condensation de la vapeur d’eau contenue dans les fumées, les pertes par rayonnement du système thermique, et, en mode trigénération, un appoint en chaleur venant du milieu, typiquement géothermique, qu’on combine à la cogénération pour produire plus de chaleur utile. Le total de l’énergie utile produite avec la même quantité de gaz brûlé représente le double de celle d’une chaudière à condensation. On valorise ainsi d'un facteur 1,8 à 2,3 l’énergie correspondant au pouvoir calorifique inférieur (PCI) du combustible brûlé, suivant la disponibilité de l’appoint géothermique ou du milieu, parfois nul (site urbain) et parfois illimité (cours d’eau à gros débit). Cette efficience énergétique est très similaire à  celle des piles à combustibles en développement[réf. souhaitée] mais avec un rapport « électricité / chaleur » inférieur pour la cogénération.

## Interprétation du rendement
Les hauts rendements affichés par les unités de cogénération sont calculés de la façon suivante :
{\displaystyle \eta _{cogen}={\frac {P_{elec}+{\dot {Q}}_{chaleur.utile}}{{\dot {Q}}_{combustible}}}}
où :
- {\displaystyle P_{elec}} est la puissance électrique produite ;
- {\displaystyle {\dot {Q}}_{chaleur.utile}} est la puissance thermique extraite des gaz d'échappement ;
- {\displaystyle {\dot {Q}}_{combustible}} est la puissance thermique fournie par le combustible : pouvoir calorifique supérieur.

Physiquement, l'addition d'une grandeur électrique et thermique est licite car ce sont deux formes d'énergie, mesurées en joules.
Avec l'inéquation :  ( {\displaystyle P_{elec}} + {\displaystyle {\dot {Q}}_{chaleur.utile}} ) <  {\displaystyle {\dot {Q}}_{combustible}}
Une approche consiste à considérer deux rendements, respectivement électrique et thermique. Cela permet également de garder l'information concernant le ratio d'électricité et de chaleur.
{\displaystyle \eta _{elec}={\frac {P_{elec}}{{\dot {Q}}_{combustible}}}}  et {\displaystyle \eta _{therm}={\frac {{\dot {Q}}_{chaleur.utile}}{{\dot {Q}}_{combustible}}}}
Comme on ne peut pas obtenir plus d'énergie que l'énergie consommée, une chaudière de cogénération fournissant 3 kWh électrique et 18 kWh thermique, consomme 21 kWh d'énergie en négligeant les pertes.
Dans le cas d'une pompe à chaleur, l'énergie électrique consommée, ou l'énergie thermique consommée dans le cas d'un système à absorption, représente l'énergie nécessaire pour déplacer la chaleur de la source froide vers la source chaude[pas clair]. Ce qui n'est en rien comparable à la fabrication de chaleur par une réaction chimique de combustion[pas clair].
Dans la cogénération, il n'y a pas de pompe à chaleur[réf. nécessaire] ; la cogénération consiste à produire dans une chaudière de l'électricité et de la chaleur. Ce qui peut être intéressant dans certains cas, par exemple en Suède pour les maisons isolées.

## Technologies

### Énergie primaire
L'énergie primaire est celle contenue dans un combustible utilisable dans les moteurs et les turbines : essence, fioul, bois, gaz, biogaz, gaz « fatal » produit par certaines industries (souvent détruit, par exemple gaz des torchères industrielles chimiques et pétrolières), hydrogène, etc.[réf. souhaitée]

### Cogénération électrique
L'électricité est produite par la conversion de l'énergie mécanique d'un moteur ou d'une turbine, au travers d'un alternateur, comme un groupe électrogène. Elle peut également être directement produite par une pile à combustible. Selon la puissance concernée, l'électricité est produite à une tension allant de 220-230 V (application domestique en Europe), à 400 V (réseau basse tension triphasé) voire 15 kV ou plus sur certaines très grosses unités à cycle combiné.
Suivant les besoins, la tension électrique est ensuite éventuellement élevée au travers d'un transformateur.

### Cogénération thermique
Un moteur électrique possède un rendement d'environ 20 à 90 % selon son type ; une turbine, un rendement électrique d'environ 35 à 40 %, et celui d'une pile à combustible se situe aux alentours de 40 à 60 % (sans compter le rendement de la production d'hydrogène ; le rendement global, dans le cas de la production d'hydrogène par électrolyse, est de l'ordre de 20 %). La quasi-totalité du solde de l'énergie consommée est transformée en chaleur.
La cogénération consiste à récupérer au mieux l'énergie perdue, afin de l'exploiter pour atteindre un rendement global pouvant aller jusqu'à 80-90 %. Ceci implique une production locale par de petites unités[pourquoi ?]. En effet une production électrique de par exemple 1 GW implique la dissipation d'environ 2 GW de chaleur. C'est la puissance permettant théoriquement de chauffer, soit 57 000 logements de 100 m2 construits avant 1975, soit 100 000 logements plus récents de même surface. En pratique, comme la chaleur se transporte beaucoup moins bien que l'électricité, elle est souvent considérée comme un déchet industriel. Lorsque, grâce à la cogénération, cette option peut être évitée, les principaux moyens d'utilisation de cette énergie sont la production d'air chaud, d'eau chaude et/ou de vapeur.
Dans le cas de turbine à gaz comme de moteurs à combustion, il est possible de récupérer une partie de la chaleur en sortie sous forme de vapeur haute pression et température. L'utilisation de cette vapeur au travers d'une turbine à vapeur permet d'accroître fortement la production électrique de l'ensemble et atteindre un rendement électrique de l'ordre de 55 %. Cette technique de production électrique s'appelle le cycle combiné. Elle sert en France de référence pour le calcul des tarifs de revente à EDF de la production électrique des cogénérations. Ces tarifs de revente dépendent aussi de nombreux autres critères et sont définis en France par un arrêté régulièrement mis à jour[Lequel ?].
Ces techniques de récupération sont valables s'il y a localement un besoin important de chaleur et d'électricité (à proximité de ville ou de grosse industrie).

### Cogénération par moteur
Les moteurs de cogénération sont disponibles dans une gamme de puissance allant de quelques dizaines de kW à environ 3 MW. Ce sont donc surtout les petites installations et les applications domestiques qui sont concernées par ce type de technologie. Leurs rendements électriques se situent généralement entre 30 et 40 %.
Un moteur produit en part à peu près égales 2 types d'énergie thermique :
- une énergie "basse température" (environ 95 °C), récupérée sur les huiles et les eaux de refroidissement
- une énergie "haute température" (environ 450 °C), sur les gaz d'échappement

L'utilisation pratique de cette chaleur n'est pas simple, du fait notamment des différents niveaux de température. En plus, la chaleur est disponible à des températures assez basses, avec comme conséquence que la chaleur est généralement produite sous forme d'eau chaude. La production de vapeur n'est cependant pas exclue pour des moteurs, mais limite la transmission de chaleur, car le pouvoir calorifique de la vapeur d'eau est inférieur à celui de l'eau liquide (moins de molécules d'eau).
La forte proportion d'énergie basse température implique, pour obtenir un bon rendement, d'avoir à proximité une utilisation sous forme d'air ou d'eau chaude, tels que par exemple des réseaux de chauffage urbain ou industriel. En cas de surplus de chaleur, celle-ci peut être évacuée par des tours de réfrigération, qui dissipent la chaleur directement dans l'atmosphère. Mais cette solution n'est pas très respectueuse de l'environnement. Une alternative consiste à stocker le surplus de chaleur pour pouvoir le redistribuer plus tard selon les besoins, par exemple par hydro-accumulation.
Les moteurs de petite puissance sont jusqu'à présent peu rentables (notamment pour un usage domestique ou dans les PME), leur coût d'achat et d'entretien ne permettant pas souvent de rentabiliser de tels investissements.[réf. nécessaire] La hausse continue du coût des énergies primaires pourrait changer les choses à moyen terme.

### Cogénération par turbine à combustion
Les turbines à combustion sont disponibles dans une gamme de puissance allant de quelques dizaines de kilowatts à plusieurs dizaines de mégawatts[réf. souhaitée]. Leur rendement électrique varie entre 25 et 40 % en fonction de leur puissance.[réf. nécessaire]
Traditionnellement, le terme turbine à gaz n'indique pas uniquement la turbine d'expansion, mais l'ensemble compresseur - chambre de combustion - turbine.
Le processus thermodynamique d'une turbine à gaz est caractérisé par le cycle de Brayton. De l'air atmosphérique est aspiré et comprimé par un compresseur. Dans la chambre de combustion, un combustible est injecté dans de l'air comprimé et est brûlé. Les gaz de combustion chauds et à haute pression sont détendus dans une turbine qui fournit un travail mécanique. Ce travail est transformé en énergie électrique à l'aide d'un alternateur. À l'échappement, les gaz contiennent toujours beaucoup de chaleur. Ils sont donc dirigés vers une chaudière de récupération, où leur énergie thermique sera transmise à un fluide caloporteur (généralement de l'eau).
Les turbines produisent la plus grosse part de l'énergie thermique (hors pertes par rayonnement) sous forme d'un gaz d'échappement à environ 500 °C. Le gaz d'échappement peut être injecté directement dans une chaudière ou dans un four industriel, comme s'il s'agissait de gaz produit par un brûleur classique. Lorsque ce gaz vient en appoint d'un brûleur, le complément d'énergie apporté est entièrement consommé par le système utilisateur, le rendement de récupération sur l'échappement de la turbine est alors quasiment de 100 %.
Ce gaz contenant encore une forte proportion d'oxygène, il est possible selon les besoins de réaliser une "post-combustion" de ce gaz, en y injectant un supplément de combustible en aval de la turbine, afin d'élever sa température jusqu'à parfois 900 °C.
Les turbines permettent ainsi de produire de la vapeur à très haute température, qui peut être utilisée industriellement, ou dans l'optique d'un cycle combiné. L'utilisation de la post-combustion étant indépendante du fonctionnement de la turbine, cela permet d'assurer le plein régime à la turbine du point de vue électrique, et de moduler la post-combustion selon les besoins thermiques de l'utilisateur.
Les micro-turbines de quelques dizaines de kW, de même que pour les petits moteurs, ne trouveront leur plein essor qu'avec l'augmentation du coût des énergies primaires.

### Cogénération par turbine à vapeur
La cogénération par turbine à vapeur permet la production simultanée d'énergie électrique et d'énergie thermique, et permet d'atteindre des rendements globaux qui peuvent dépasser 90 %. La production électrique est assurée par une turbine à vapeur alimentée par de la vapeur haute pression (jusqu'à 130 bar) et haute température (plus de 500 °C), ladite vapeur étant détendue et refroidie dans la turbine jusqu'à des températures compatibles avec le besoin thermique d'un utilisateur de chaleur. Il peut s'agir d'une industrie, d'un réseau de chaleur, mais aussi de serres agricoles ou de toute autre application (ex : séchoir). Les puissances de ce type d'installation vont de 5 MW thermiques jusqu'à plus de 1 000 MW, avec des rendements électriques moyens de 25 %, mais qui peuvent dépasser 30 % si la chaleur peut être livrée avec des températures inférieures à 50 °C. La cogénération par turbine à vapeur est la solution la plus courante lorsque la biomasse est utilisée comme énergie primaire, permettant d'atteindre les rendements globaux les plus élevés.
La cogénération par turbine à vapeur permet d'utiliser des sources d'énergie primaires variées, dont entre autres les sources d'énergie diverses issues de la valorisation des déchets de l'industrie, tels que les déchets de bois dans les scieries, où les déchets végétaux de l'agriculture.
Le cycle thermodynamique des turbines à vapeur est basée sur le cycle de Rankine. À l'aide de la chaleur dégagée par la combustion d'un combustible, on produit de la vapeur à haute pression dans une chaudière. Cette vapeur est ensuite dirigée vers une turbine, où, en se détendant, la fait tourner très rapidement. À la sortie de la turbine, la vapeur est condensée avant d'être ramenée à la chaudière, où ce cycle recommence. Dans ce cycle, la combustion est externe : c’est-à-dire qu'il n'y a pas de contact direct entre le fluide caloporteur (vapeur) et le foyer. Ainsi le combustible ne requiert pas de qualités spécifiques précises et donc tout combustible peut être employé.

### Cycle combiné
On peut aussi combiner turbine à vapeur et turbine à gaz. Comme indiqué précédemment, la turbine à gaz peut produire de la vapeur à travers une chaudière de récupération, avec ou sans cocombustion[Quoi ?]. Cette vapeur peut aussi entraîner une turbine à vapeur au lieu d'être employée directement avec un alternateur placé sur l'axe de la turbine à vapeur, on peut ainsi produire un complément d'électricité. La production de chaleur peut être issue de la vapeur générée à la sortie de la turbine. De telles configurations permettent un haut rendement électrique, ce qui se traduit par un rendement thermique plus faible.

### Trigénération
La tri-génération est une extension de la cogénération, avec production d'une troisième catégorie d'énergie, en général du froid. Ce froid peut être produit mécaniquement, par utilisation directe de l'énergie mécanique du moteur ou de la turbine, il peut également être produit indirectement au travers par exemple d'un groupe à absorption.

### Pile à combustible
La cogénération par pile à combustible permet un rendement théorique meilleur que celui de la cogénération par moteur ou turbine[pourquoi ?] et améliore l'empreinte carbone à condition que l'hydrogène soit produit à partir d'électricité issue de sources renouvelables.
Les freins actuels au développement de la pile à combustible relèvent principalement du coût de fabrication des piles, de la fiabilité des équipements et de la maintenance des systèmes.
L'augmentation du coût des énergies primaires devrait fortement encourager l'utilisation de cette technologie[réf. souhaitée].

### Cogénération nucléaire
L'idée d’utiliser l'énergie nucléaire pour le chauffage est apparue en même temps que son utilisation électrogène. La centrale nucléaire d'Ågesta, dans la banlieue de Stockholm, a fourni électricité et chaleur à la capitale entre 1964 et 1974. En Allemagne de l’Est, la centrale nucléaire de Greifswald ouverte en 1974, était également connectée au réseau de chaleur local, mais elle dut fermer après la réunification en 1990 car elle ne correspondait pas aux standards de sûreté occidentaux. D'autres exemples existent.
Le rendement d'une centrale nucléaire est d'environ 30 % , ce qui signifie que près de 70 % de l'énergie issue de la fission de l'uranium est perdue en chaleur dans les tours de refroidissement, les fleuves ou dans la mer. Un rapide calcul montre que si l'on parvenait à récupérer la totalité de la chaleur des réacteurs nucléaires grâce à la cogénération, 14 à 16 réacteurs suffiraient pour chauffer la France entière sans plus aucune consommation liée au chauffage (électricité, fioul, gaz, etc.). Il s'agit néanmoins d'un calcul théorique car, contrairement à l'électricité, la chaleur est difficile à transporter sur de longues distances du fait des déperditions dans les canalisations. Ceci explique que les réseaux de chaleur, actuellement utilisés pour le chauffage urbain, restent le plus souvent localisés dans les agglomérations. Le CEA a néanmoins commencé à étudier la faisabilité technico-économique de la cogénération nucléaire. Il faut poser des canalisations isolées et enterrées (plutôt qu'à l'air libre en raison de contraintes environnementales), ce qui engendre des coûts relativement importants (de l'ordre de 1 M€/km). Il faut d'autre part gérer l'indisponibilité des réacteurs (notamment programmée pour le chargement de combustible ou pour la maintenance).
Sur les 432 réacteurs en service dans le monde en 2012, seulement 74 fonctionnaient en cogénération, fournissant de la chaleur aux villes voisines. La plupart se trouvent en Europe de l'Est, où les réseaux de chaleur sont davantage développés : Russie, Ukraine, Bulgarie, Hongrie, Roumanie, Slovaquie, Tchéquie. C'est aussi le cas à la centrale de Beznau en Suisse.
Au Japon, en Inde, au Pakistan et au Kazakhstan, des réacteurs alimentent des usines de dessalement d'eau de mer, le plus souvent par osmose inverse.
Une forme de cogénération électricité/hydrogène est également envisagée,, (voir aussi Électrolyse à haute température).

#### En France
Selon le CEA, les performances thermiques des canalisations permettent de transporter de l'eau chaude sur une distance de 100 kilomètres avec moins de 2 % de perte de chaleur, si bien que la cogénération pourrait, de façon réaliste, subvenir à la moitié de la consommation de la France en chauffage.
Selon Henri Safa, du CEA, en exploitant une partie de l'énergie générée par la fission sous forme d'énergie thermique (à 120 °C), le parc nucléaire français pourrait satisfaire au moins la moitié des besoins nationaux en chaleur.
Selon Alexandra de Maussion, la chaleur de la centrale nucléaire de Nogent-sur-Seine pourrait être utilisée pour alimenter le réseau de chaleur urbain d'Île-de-France, ce qui apporterait une réduction des émissions de CO2 de l'ordre de 1,4 million de tonnes par an.

## Avantages
Le rendement d’une centrale de production électrique, qu'elle fonctionne au combustible nucléaire, au fioul ou au charbon, dépasse rarement 33 %[source insuffisante], le reste de l'énergie produite étant dispersé dans l'environnement (cours d'eau, atmosphère) sous forme de chaleur. La cogénération permet d’améliorer le rendement global de l'installation et donc une meilleure utilisation de l'énergie primaire contenue dans le combustible. Les facteurs d'énergie primaire pour la chaleur et l'électricité cogénérées sont plus petits que la production séparée en chaudière et centrale thermique.
La cogénération présente des avantages non seulement en matière de rendement énergétique, mais aussi de flexibilité d'utilisation et de performances environnementales. Les coûts de transmission et de distribution de l'électricité sont souvent plus élevés que le coût de la cogénération. C'est notamment le cas en France pour l'électricité dans son ensemble, quel que soit son mode de production : selon la CRE, le coût d'acheminement réseau représente en moyenne 28 % des tarifs réglementés de vente contre 29 % pour les coûts d'approvisionnement en énergie.[non pertinent]
Les réserves de combustibles fossiles étant limitées, la cogénération amène des économies d'énergie fossile grâce à une meilleure utilisation de l'énergie primaire du combustible. D'autre part, la cogénération, lorsqu'elle se substitue à une production d'énergie à partir de pétrole ou de gaz, limite l’émission des polluants et des gaz à effet de serre dans l’atmosphère.

## Inconvénients
Cependant, la cogénération n'apporte un gain réel en matière d'économie d'énergie et de réduction des émissions de gaz à effet de serre qu'à la condition de fonctionner de façon aussi constante que possible, en maintenant un équilibre optimal entre production de chaleur et production d'électricité, car les équipements de cogénération ne permettent généralement pas la modulation d’une production par rapport à l’autre.
Ces conditions sont souvent réunies dans le cas de cogénération insérée dans une usine, qui produit de la vapeur à destination du processus industriel de l'usine et de l'électricité pour les besoins de l'usine ; dans ce cas, le régime de fonctionnement est optimisé et les pertes de transport sont négligeables. En revanche, la cogénération alimentant un réseau de chaleur urbain souffre de pertes de transport importantes, et surtout de pertes de rendement dues aux fluctuations des besoins de chauffage causées par les variations de température[réf. nécessaire].
Selon le physicien David J. C. MacKay, la cogénération, qui a perdu une grande part de son attrait pour le chauffage individuel depuis l'apparition des chaudières à condensation et des centrales à cycle combiné pour la production électrique, est de toute façon largement distancée par les pompes à chaleur comme moyen de chauffage économe en énergie primaire et en émissions de gaz à effet de serre.

## Comparaison de rendements typiques
Une turbine à gaz équipée d'une chaudière de récupération peut produire environ 33 mégajoules d'électricité et 50 mégajoules de chaleur à partir de 100 MJ de combustible. Si les mêmes quantités de chaleur et d'électricité étaient produites séparément, il faudrait consommer environ 80 MJ de carburant pour le groupe électrogène, (moteur diesel et alternateur, rendement typique de 40 %), plus 55 MJ pour la chaudière (avec un rendement typique de 90 %), soit 135 MJ au total.
Dans cet exemple simplifié, la cogénération permet d'économiser plus de 25 % de combustibles par rapport à des productions séparées.

## La cogénération en Europe
La directive 2004/8/CE du Parlement européen et du Conseil du 11 février 2004 concernant la promotion de la cogénération sur la base de la demande de chaleur utile dans le marché intérieur de l'énergie, et l'envolée du coût des énergies fossiles, permettaient de supposer que la cogénération prendrait plus d'importance.
La Commission européenne a publié le 13 novembre 2008 une communication sur la mauvaise transposition de la directive sur la cogénération. Tous les États étaient en retard et seuls huit sur 22 avaient envoyé leurs rapports complets à la commission, qui, à cette occasion, a adopté des lignes directrices pour le calcul de l'électricité produite à partir de la production combinée de chaleur et d'électricité.
Aux Pays-Bas, la cogénération, après avoir connu une croissance rapide dans les années 1990, représente 51,8 % de la production d'électricité en 2011. Elle y a stagné sur la période 2008-2013 et même reculé en 2013.
En France, en 2007, un « rapport sur les installations de cogénération sous obligation d'achat » rédigé par l'Inspection Générale des Finances et le Conseil général des mines a été publié. Il montre que « les conditions pour tirer le meilleur parti de l'intérêt écologique et économique de la cogénération au gaz naturel ne sont actuellement pas réunies en France », conclut que le dispositif actuel est inadapté et recommande « le remplacement du régime d'obligation d'achat par un système d'aide aux investissements dans les modes de production électrique écologiques, au-delà de la seule cogénération au gaz naturel, ce qui pourrait permettre de mettre en concurrence cette technologie avec d’autres modes de production « propres » et notamment les technologies (chaudières et turbines à vapeur) utilisant la biomasse comme combustible ».

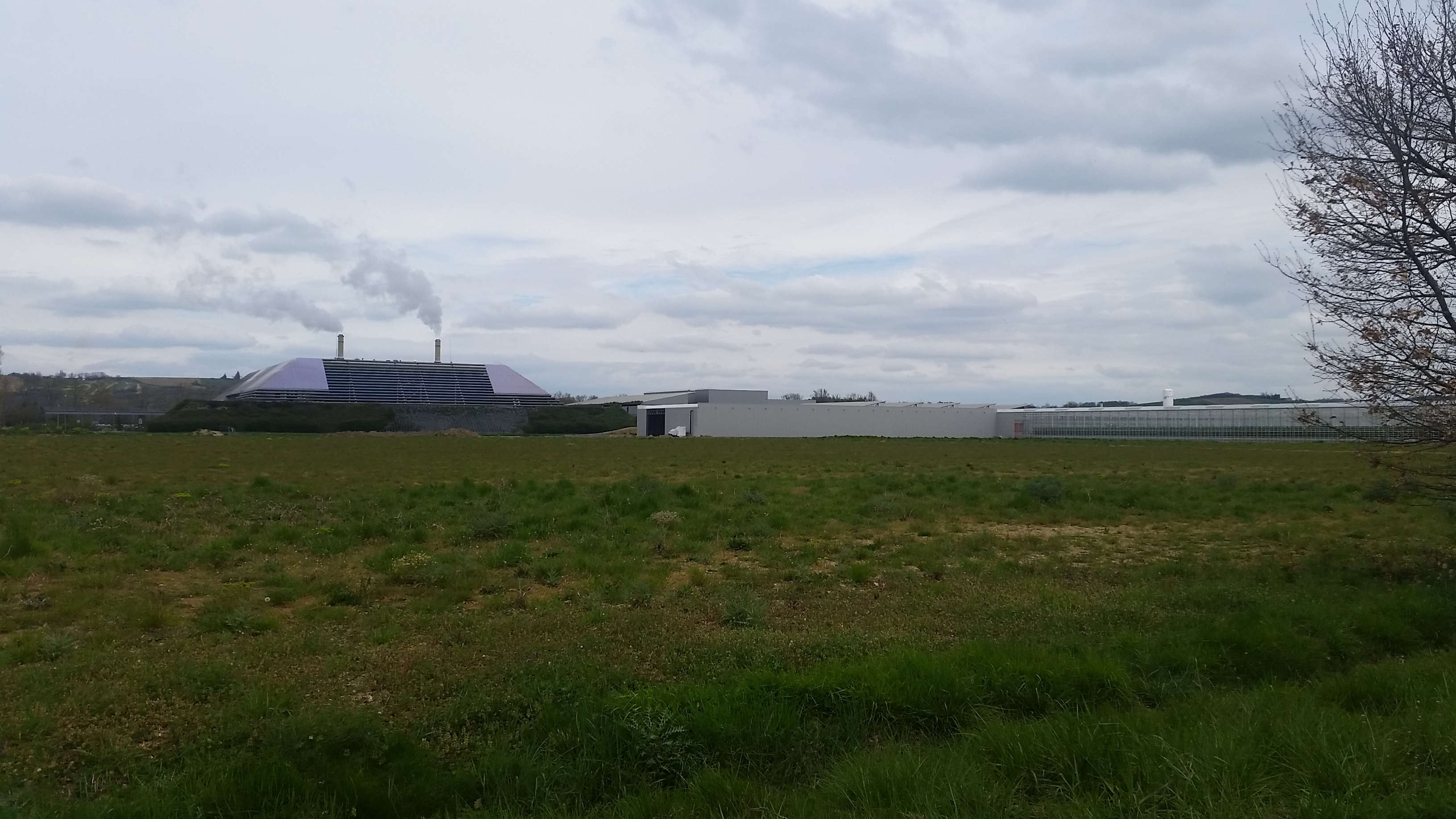
L'incinérateur et les serres de Bessières en cogénération.

Un autre exemple de cogénération est installé en 2013 à Bessières en Haute-Garonne, où des serres horticoles destinées à la production de tomates hors-sol fonctionne en cogénération avec l'incinérateur Econotre (combustion des déchets de la région toulousaine)
En septembre 2009, Le constructeur automobile Volkswagen et le fournisseur d'électricité Lichtblick ont signé avec la société Salzgitter AG un partenariat pour construire 100 000 mini-centrales de cogénération électricité-chauffage domestique[Où ?] d'une puissance électrique de 20 kW par unité, soit une puissance totale prévue de 2 GW.
De fortes disparités demeurent en Europe : en 2010, la part de la cogénération dans la production d'électricité de l'Union européenne atteignait 11,7 % contre 10,5 % en 2004 ; les taux les plus élevés étaient ceux de la Lettonie : 42,6 %, du Danemark : 40,7 %, de la Finlande : 34,9 % et des Pays-Bas : 29,9 % ; la cogénération atteignait 12,5 % en Allemagne, et seulement 3,2 % en France.
Au Danemark, en 2011, 63,2 % de l'électricité thermique (soit près de 45 % de l'électricité totale) était produite conjointement avec de la chaleur ; le chauffage urbain était approvisionné à 76,3 % par ces centrales de cogénération ; ces dernières sont alimentées à hauteur de 38,2 % par des sources d'énergie renouvelables, surtout de la biomasse.
En Suède, les réseaux de chaleur fournissent plus de 50 % du chauffage; en 2010, 40 % de cette énergie (ainsi que 10 % de l'électricité) était produite dans des centrales à cogénération, dont l'alimentation en 2011 provient à 83 % des énergies renouvelables : biomasse 47 % , déchets 20 %, pompes à chaleur 9 %, récupération de chaleur 6 %.
Le Royaume-Uni a construit une importante unité de cogénération à Tilbury.